# Xã Hayes, Quận Franklin, Kansas
Xã Hayes (tiếng Anh: Hayes Township) là một xã thuộc quận Franklin, tiểu bang Kansas, Hoa Kỳ. Năm 2010, dân số của xã này là 393 người.